# Masayuki Mita
Masayuki Mita (født 5. oktober 1969) er en tidligere japansk fodboldspiller.
Han har spillet for flere forskellige klubber i sin karriere, herunder Gamba Osaka.